# Dinocàrides
Els dinocàrides (Dinocarida, gr. 'gambes terribles') són una classe extinta de l'embrancament Lobopodia del Cambrià inicial i mitjà. Se subdivideix en els anomalocarídids i els opabínids. El nom prové del grec deinos i caris, la qual cosa significa 'gamba terrible' o 'cranc terrible', a causa de la seva aparença de crustacis i les hipòtesis que aquesta classe eren els superdepredadors del seu temps.
Els dinocàrides tenien simetria bilateral, un exoesquelet no mineralitzat i el cos dividit en dos tagmes o seccions. La frontal hauria de tenir una o més urpes just enfront de la boca, localitzada en la part inferior. El cos posseïa almenys tretze segments, cadascun amb brànquies i lòbuls natatoris. Es creu que aquests lòbuls es movien a dalt i a baix per propulsar l'animal cap endavant d'una manera similar a com fan les sèpies.